# Arno Geiger
Arno Geiger (Bregenz, 22 luglio 1968) è uno scrittore e drammaturgo austriaco.

## Biografia
Cresciuto nella cittadina di Wolfurt, nella parte occidentale del Paese, frequenta la facoltà di Lettere Antiche e studia allo stesso tempo Letteratura comparata a Innsbruck e a Vienna, lavorando al tempo stesso anche come tecnico durante il Festival di Bregenz (Bregenzer Festspiele). Divenuto scrittore, pubblica nel 1996 il suo primo romanzo, Das Kürbisfeld (Il campo di zucche), con il quale concorre per il Ingeborg-Bachmann-Preis a Klagenfurt, senza riuscire a vincere il prestigioso premio.
Vincitore del Deutscher Buchpreis nel 2005 per il romanzo Es geht uns gut, nel 2011 riceve il Premio letterario Konrad-Adenauer-Stiftung.

## Opere
- Das Kürbisfeld, 1996
- Koffer mit Inhalt, 1997
- Kleine Schule des Karussellfahrens, 1997
- Irrlichterloh, 1999
- Alles auf Band oder Die Elfenkinder
- Schöne Freunde, 2002
- Es geht uns gut, 2005; Va tutto bene, Bompiani, 2008
- Anna nicht vergessen, 2007
- Alles über Sally, 2010; Tutto su Sally, Bompiani, 2015
- Der alte König in seinen Exil, 2011; Il vecchio re nel suo esilio, Bompiani, 2012
- Selbstporträt mit Flusspferd, 2015; Autoritratto con ippopotamo, Bompiani, 2016
- Unter der Drachenwand, 2018; Sotto la parete del drago, Bompiani, 2019